# Democracia constitucional
Democracia  constitucional es el término acuñado por autores como Karl Friedrich Krause y Karl Loewenstein, que han difundido este término  para referirse a aquellas democracias que se fundan sobre una Constitución con un contenido particular, substancial, que es capaz de organizar y limitar el poder político de un Estado, que permite desplegar relaciones de igualdad y justicia, para defender la soberanía popular.
Esto y más, tiene su explicación en que la palabra democracia es utilizada por los más opuestos sectores políticos, por lo que se ha creado una confusión en cuanto a su significado, lo que hace necesario un esfuerzo para precisar su sentido y alcance con una noción más exacta; de allí surge el concepto elaborado por los autores ya citados.
La democracia constitucional tiene las siguientes características o elementos:
- Participación política universal
- Derechos fundamentales
- Pluralismo político
- Principio mayoritario
- Separación orgánica de funciones
- Representación política (véase Democracia representativa y democracia semidirecta)

## Participación política universal
"Para que un régimen sea democrático. debe asegurar cuantitativa y cualitativamente la participación en los asuntos públicos del mayor número posible de personas"

Al no haber jamás coincidencia entre el número de miembros de la población y el número de participantes en asuntos del Estado, la lógica democrática tiende a otorgar la participación política más amplia posible. En la Democracia representativa esta participación política se expresa en el sufragio universal, la posibilidad de ser elegido en cargos públicos y el acceso a los Partidos Políticos. En la Democracia semidirecta se expresa en las instituciones propias de´este sistema, como por ejemplo, el Referéndum, Plebiscito, Revocatoria
El sufragio universal supone el otorgamiento de este derecho a toda la población adulta, sin ninguna exclusión colectiva, sino solo exclusiones individuales y que se establezcan por incapacidades o indignidades manifiestas.

## Pluralismo político
El pluralismo es el resultado natural de la libertad del ser humano, ya que en virtud de ella, este puede pensar o expresar su pensamiento por cualquier medio, y actuar como estime conveniente para su perfeccionamiento y pleno desarrollo, no yendo contra la ley o el derecho de terceros.
Su alcance no solo es individual, sino también social, en cuanto el ser humano posee el derecho de asociación, que se expresa en la formación de grupos o cuerpos intermedios que se crean para satisfacer necesidades e intereses diversos: religiosos, políticos, económicos, culturales, etc.

"La esencia de la democracia constitucional es que los grupos pluralistas más diversos pueden participar ilimitadamente en el proceso económico y político. Todas las fuerzas sociales de importancia tienen garantizada la libertad de competir en un circuito abierto de valores"

El pluralismo político abarca un aspecto fundamental, pero específico del pluralismo, ya que comprende por una parte, la libre expresión de las ideas políticas, comprendiéndose las ideologías y doctrinas políticas sin exclusiones, que se debaten públicamente; pues, las ideas han de rebatirse con ideas.
La democracia cree en el diálogo, en la confrontación de las opiniones. Se admite, en la democracia, que las diversas opiniones tengan la posibilidad de conquistar mayoría popular, y el Estado no otorga privilegios a ninguna en particular. Debe darse en esta confrontación ideológica un "Fair play", un juego limpio, entre las distintas corrientes ideológicas; debe haber una lucha lícita, y con medios lícitos que reflejen un espíritu de tolerancia y de respeto hacia quienes sostienen planteamientos diferentes.
Así, en síntesis, como explica el constitucionalista y profesor titular del Departamento de Derecho Público de la Universidad de Concepción; Hernán Molina, "la lucha ideológica ha de desarrollarse entre adversarios leales y no entre enemigos".
Pero el Estado solamente asegura la igualdad jurídica a la expresión de las distintas opiniones. Ello no implica un deber para el Estado, de asegurar a las ideologías distintas una igualdad de hecho. Ya que "la calidad intelectual y el peso social de las opiniones es variable; gozan de acogida y apoyo muy diferentes: el entusiasmo de la masa, la simpatía de los clérigos, el sostén de organizaciones sindicales, los recursos de las grandes empresas. Esos diversos factores juegan libremente, tendiendo ellos mismos a un cierto equilibrio"
La Democracia acepta y respeta la opinión mayoritaria y la que está en minoría. Por esto "Ella no las considera como similarmente valederas, indiferentes o intercambiables en su fondo, sino por relación a la elección subjetiva del pueblo. Este no decide acerca de lo verdadero o lo falso, sino designa aquello que estima como útil y oportuno".
El contenido ideológico en la democracia como es plural, es variable. Pero lo que tiene fijo es que institucionalmente debe asegurarse el procedimiento, para que el pueblo decida en libertad su apoyo o rechazo a las soluciones propuestas por las distintas corrientes ideológicas.
En el Período de entreguerras se señaló y acentuó el carácter relativista de la democracia.
Este relativismo, esta falta de creencia en valores absolutos, se basa en que estima la voluntad política de todos por igual, respetando todo credo y opinión política, y por ello concede a todas las convicciones políticas la misma posibilidad para expresar y conquistar por la libre concurrencia la adhesión de cada persona.
La crítica antidemocrática subrayó estos aspectos gnósticos, y en la medida que no existen para el demoliberalismo, verdades absolutas, la democracia será guiada a su autodestrucción o a su suicidio.
En ese período ya citado fueron batidos por sus propias formas jurídicas, el régimen liberal italiano por el Fascismo, y la República de Weimar por el Nazismo.
Pero también, en aquella época, se sostuvo (y con mayor vigor en la segunda posguerra) que "no es la indiferencia ante las concepciones humanas lo que lleva a las instituciones democráticas, sino al contrario, el profundo respeto de lo que ordinariamente se estima como el bien más sagrado del hombre: su dignidad, su libertad."
Entonces, la democracia se vive establemente, entre quienes aceptan un conjunto de principios mínimos y comunes. Las diferencias y divergencias propias de la vida democrática han de descansar, no obstante, en un basamento mínimo común, aceptado en la sociedad política.
Es así como los aspectos relativistas extremos son propios de un período histórico de la democracia, pero que no subsisten en el Estado democrático contemporáneo, el cual se enfrenta a sus enemigos y se defiende.

### Loewenstein y la democracia
Karl Loewenstein en 1970 señaló que la verdadera democracia es protección de las minorías que defienden opiniones políticas impopulares. Según los principios democráticos, la proscripción de cualquier opinión pública, cualquiera que pueda ser su objetivo político, encubierto o declarado, es ilícita. Una sociedad estatal que declara ilegales opiniones políticas, como tales, no puede seguir siendo considerada plenamente democrática. Se trata aquí, ni más ni menos, de un principio cuya renuncia significa renunciar a la democracia misma. Todos los participantes en el proceso político tienen que someterse a determinadas leyes generales. Tiene que establecerse una separación estricta entre las meras opiniones políticas, que deben ser libres, y las situaciones de hecho y conductas basadas ostensiblemente en la ilegalidad y en la violencia, que podrán y deberán ser sometidas y reprimidas por el poder de la ley, al haber sido prohibidas legalmente. mentira

### La democracia protegida
La democracia protegida o democracia limitante es aquella que se defiende de sus enemigos y los proscribe de la legalidad. Así, trata de consagrar un pluralismo ideológico restringido, con exclusión de las ideologías totalitarias o antidemocráticas.
Esta posición rechaza la afirmación de que la restricción del pluralismo es negación de la democracia, señalándose que se conserva el pluralismo que es lo característico e intrínseco de la democracia, puesto que aceptan los Partidos políticos y sus ideologías de derecha, centro y de izquierda, pero con la única exclusión de los totalitarios. En cambio el Totalitarismo es una ideología excluyente, exclusivista, puesto que una vez en el poder, solo legaliza su ideología y su partido político, como en los casos históricos (y avalados jurídicamente) del comunismo soviético, el Partido nacional socialista alemán y el Fascismo.
El alcance de la limitación ideológica, como el método seguido, puede variar. Podríamos señalar lo expuesto por Wheare, que nos dice que "teóricamente no existe contradicción entre gobierno constitucional y supresión del comunismo. Los comunistas no creen en el gobierno constitucional y no pueden ocultar su menosprecio por él".
Pero si bien el Estado se encuentra legitimado para establecer su proscripción, es un problema de política práctica que se debe resolver tomando en consideración las ventajas y desventajas que significa tal medida.
El punto examinado es fundamental y da lugar a legítimas dudas dada la importancia de la democracia y su fragilidad. No obstante, existe consenso respecto a que debe privilegiarse la libertad y no su restricción, con los enormes peligros que esta también comporta.

## Principio mayoritario
En un plano de utopía, podría imaginarse que todas las decisiones se tomarán por unanimidad, dándose lugar de este modo a una identificación de la voluntad estatal y de los gobernados.
Pero de hecho, en la sociedad contemporánea, y con libertad real, la unidad es prácticamente imposible, y como es necesario que el debate de las opiniones tenga término, pues es preciso adoptar decisiones y hacer posible la función de gobernar, es imperativo acudir a lo que se denomina Aceptación del principio mayoritario. Que se adopte como decisión y valga como voluntad estatal, la que reúna el mayor número de sufragios.
Este principio parte del supuesto de la igualdad de las voluntades de las personas, de que ninguna tiene un valor superior a otra. Y su fundamentación racional reside en que este principio permite reducir al mínimo la cantidad de personas que puedan discrepar de la voluntad estatal.
El concepto de la mayoría implica la existencia de una minoría. La mayoría es legítima, porque es resultado de un proceso previo de libre discusión de las ideas, y en el que la minoría tuvo todas oportunidades para exponer sus planetamientos. Para la minoría la decisión de la mayoría no le resulta, puesto que la impugnó en el debate, y es ese debate, esa libre discusión, que ha debido necesariamente tener un término por el imperativo de gobernar, lo que hace respetable la decisión mayoritaria.
Pero además se legitima el principio mayoritario por la circunstancia que la democracia constitucional asegura a la minoría su existencia libre, y la seguridad de que le debate solo ha tenido una decisión provisional. Se reabrirá sucesivamente tras cada decisión, y en forma indefinida, de modo que la minoría puede transformarse en mayoría y acceder al gobierno si recibe la confianza del electorado, configurándose una nueva minoría que será oposición del nuevo gobierno.
Por tanto, el principio mayoritario no es un valor en sí, sino un procedimiento técnico, que se legitima mediante los límites indicados. La mayoría puede ser simple o relativa, cuando en la pluralidad de votos es aquella que tiene la cifra más alta. Se atiende solo a la pluralidad de votos expresados en favor de las distintas opciones, no al total de votos emitidos.